# Juan Cristián del Palatinado-Sulzbach
Juan Cristián José del Palatinado-Sulzbach (en alemán: Johann Christian Joseph; Sulzbach, 23 de enero de 1700-Sulzbach, 20 de julio de 1733) fue conde palatino de Sulzbach desde 1732 hasta 1733.

## Vida
Fue el segundo y el más joven hijo sobreviviente del duque Teodoro Eustaquio del Palatinado-Sulzbach (1659-1732) con su consorte María Leonor de Hesse-Rotenburg (1675-1720). Su hermano mayor era el conde palatino José Carlos de Sulzbach.
Después de la muerte de su hermano mayor, José Carlos, Juan Cristián José se convirtió en el eventual heredero designado del Electorado del Palatinado. En 1732 sucedió a su padre como conde palatino de Sulzbach, pero murió en Sulzbach en 1733 antes de heredar el Palatinado.
Carlos III Felipe de Neoburgo, Elector Palatino, un miembro de la línea Palatinado-Neoburgo de la Casa de Wittelsbach no pudo producir un legítimo heredero varón, y sus hermanos tampoco. En 1716 se hizo evidente que la línea Neoburgo se extinguiría y que la rama de Sulzbach les sucedería a ellos.

### Matrimonios e hijos
Juan Cristián se casó con María Enriqueta de La Tour d'Auvergne, marquesa de Bergen op Zoom (24 de octubre de 1708 - 28 de julio de 1728), hija del príncipe Francisco Egon de la Tour de Auvernia y una sobrina nieta de Enrique de la Tour de Auvernia, vizconde de Turenne. Tuvieron los siguientes hijos:
1. Carlos Teodoro (11 de diciembre de 1724 - 16 de febrero de 1799)
2. María Ana Luisa Enriqueta (30 de mayo de 1728 - 25 de junio de 1728)

En 1731 se volvió a casar con su prima Leonor Filipina Cristina Sofía de Hesse-Rotenburg pero el matrimonio no tuvo hijos.
Su hijo Carlos Teodoro sucedería a Juan Cristián en 1733, convirtiéndose en Elector palatino en 1742 y Elector de Baviera en 1777.